# Parafia Wniebowzięcia Najświętszej Maryi Panny w Łodzi

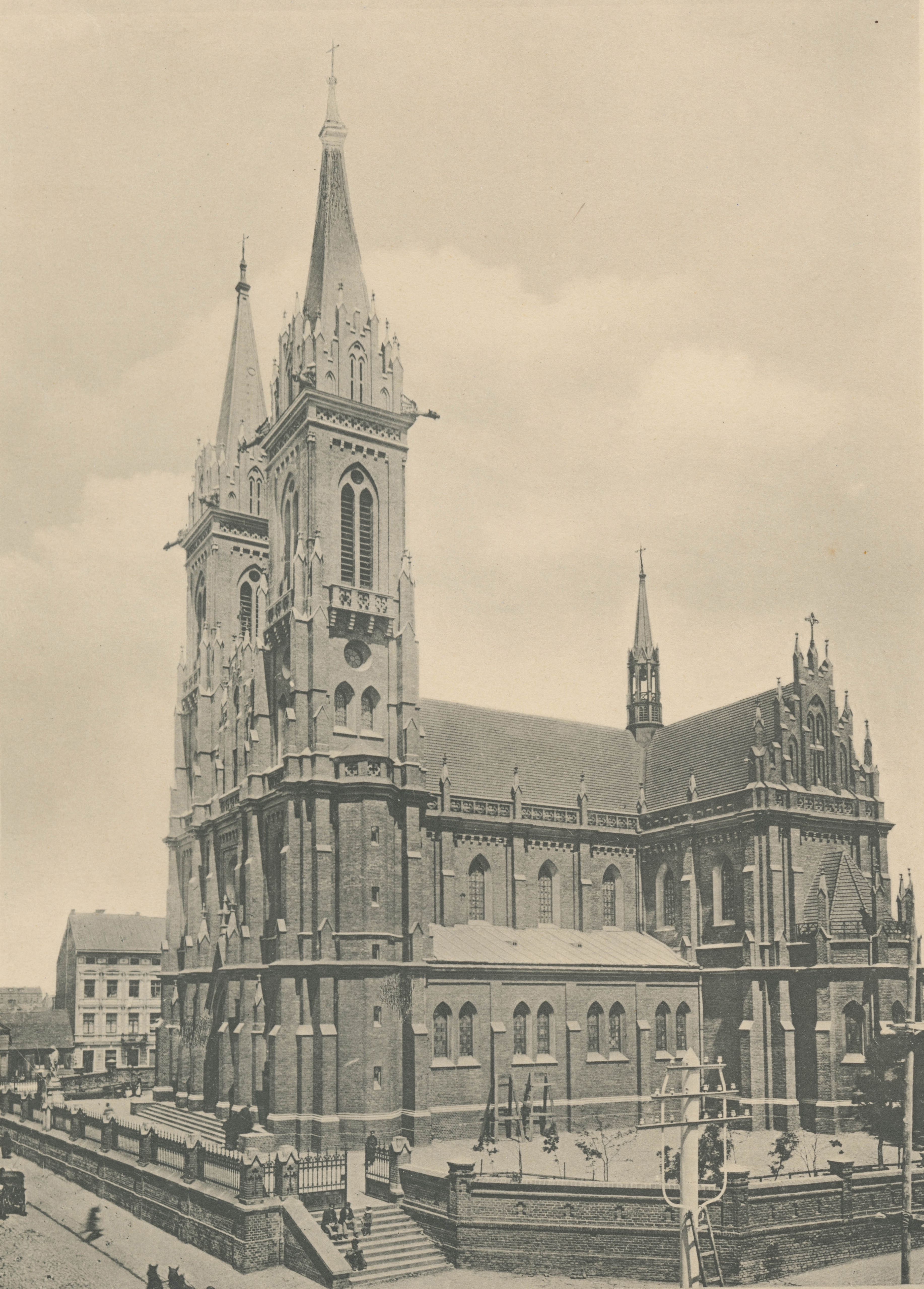
Kościół pw. Wniebowzięcia Najświętszej Maryi Panny (fot. Bronisław Wilkoszewski, 1896)

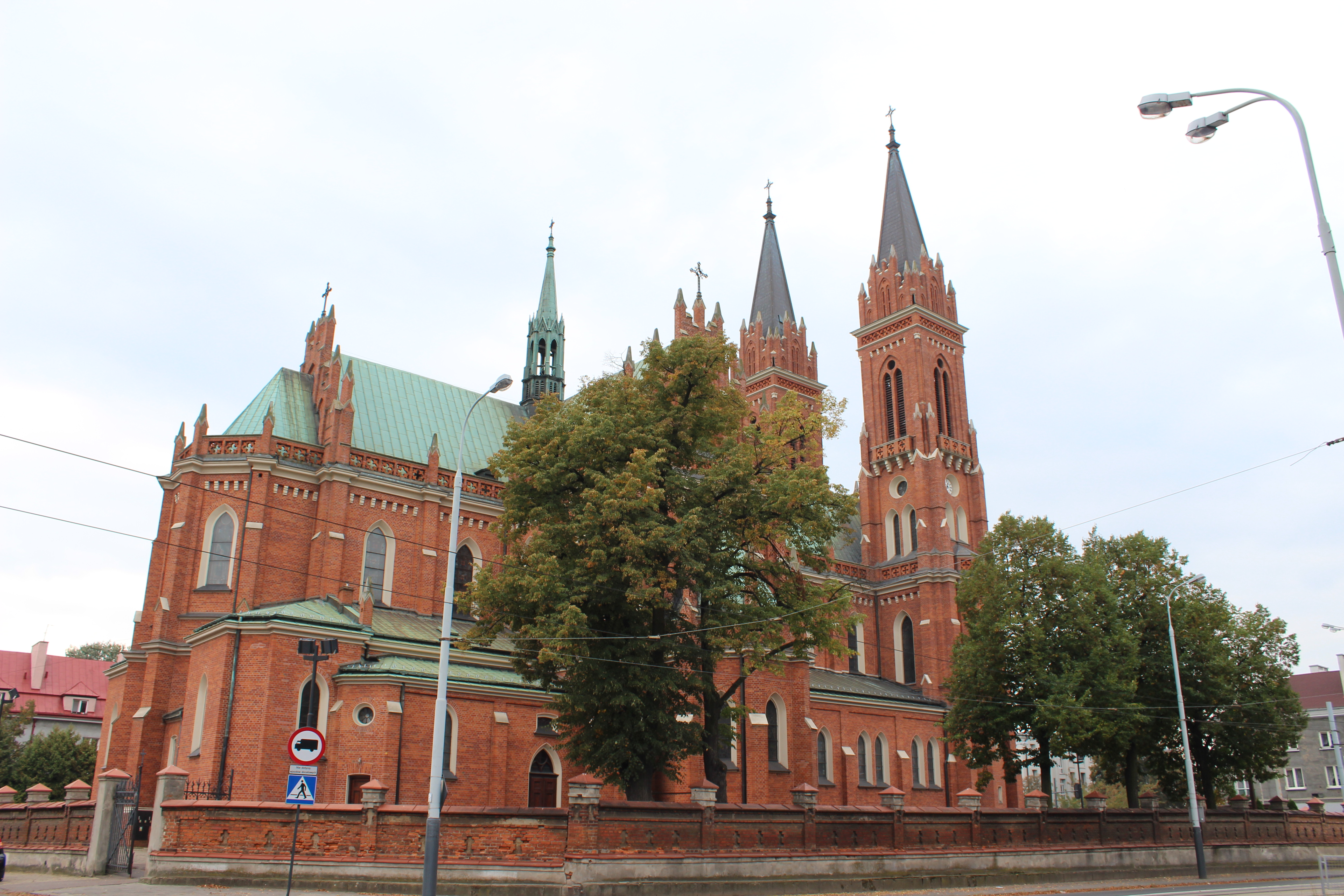
Kościół widziany od zbiegu ul. Wojska Polskiego i ul. Kościelnej (2022)

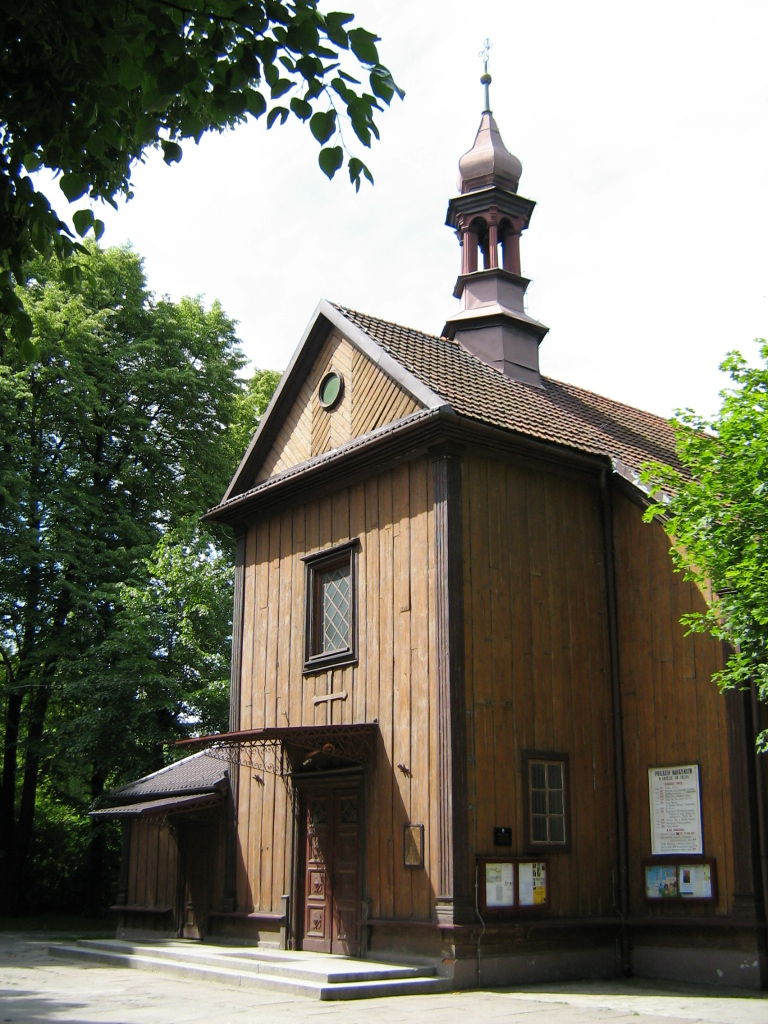
Kościół św. Józefa przy ul. Ogrodowej w Łodzi, do 1888 stał na miejscu obecnej świątyni WNMP

Parafia Wniebowzięcia Najświętszej Maryi Panny w Łodzi – parafia w dekanacie Łódź-Bałuty archidiecezji łódzkiej. Położona w najstarszej części Łodzi, jest najstarszą łódzką parafią.
Od powstania do II połowy XVIII wieku należała do archidiecezji gnieźnieńskiej. Stanowiła jednak część uposażenia biskupów włocławskich. Następnie od 4 sierpnia 1764, na mocy dekretu papieża Klemensa XIII, Łódź stała się częścią diecezji włocławskiej. W 1818 powstała nowa archidiecezja warszawska, do której została włączona również parafia łódzka. W 1920 powstała diecezja łódzka i od tego też czasu, parafia WNMP do niej należy.

## Historia

### Powstanie parafii
Przed powstaniem parafii Łódź wraz Widzewem (czyli wsiami Widzów i Widzewicą) należała do parafii św. Doroty w Mileszkach
Z braku zachowania dokumentów pisanych nie można podać dokładnej daty wybudowania pierwszego kościoła i erekcji parafii. Przypuszcza się, iż budowa miała miejsce za czasów biskupa Zbyluta z Gołańczy, ordynariusza diecezji włocławskiej w latach 1364–1383. Przyjmuje się także, że arcybiskup gnieźnieński Jarosław z Bogorii i Skotnik erygował nową łódzką parafię. Z tego więc wynika, że erekcja parafii mogła mieć miejsce pomiędzy 1364 (objęcie biskupstwa przez Zbyluta Gołańczyńskiego) a 1374 (rezygnacja z rządzenia diecezją gnieźnieńską arcybiskupa Jarosława Bogorii). Ale brak jakichkolwiek informacji o łódzkiej parafii w dokumentach lokacyjnych wsi Widzew i Łódź z 1387 podważa to przypuszczenie.
Modrzewiowy kościółek powstał po zachodniej stronie traktu piotrkowskiego, między dziś istniejącymi łódzkimi ulicami: Drewnowską, Lutomierską i Zachodnią. W skład nowej parafii poza Łodzią weszły wsie: Doły, Rogi, Lipinki, Bałuty, Stara Wieś, Rokicie (wchodzące w skład dóbr kapituły krakowskiej) i Radogoszcz.

### Początki istnienia, czasy Łodzi rolniczej
Pierwszym proboszczem parafii w Łodzi mianowano ks. Piotra Śliwkę (kanonika kapituły katedralnej włocławskiej). Decyzją biskupa Galanczewskiego dobra łódzkie przeszły w jego dożywotnie posiadanie. Pierwszy dokument urzędowy, wspominający o łódzkiej parafii, pochodzi z 1424. Jest to dekret wydany przez biskupa włocławskiego Jana Pelę z Niewiesza, wspominający o istnieniu w miasteczku Łodzia kościoła, będącego siedzibą parafii.
Przez krótki czas Łódź przestała być własnością biskupstwa włocławskiego, bowiem 16 kwietnia 1464 biskup Jan Lutkowic z Brzezia dał w zastaw Łódź wraz z sąsiadującymi z nią ziemiami wojewodzie łęczyckiemu, Piotrowi z Oporowa, od którego pożyczył 1000 florenów węgierskich. Jednak w ciągu roku biskup zastawione dobra odzyskał. W zapiskach ks. Macieja Śliwnickiego (archidiakona kolegiaty kaliskiej) z ok. 1515 mowa jest, że proboszcz, ks. Maciej, utrzymywał wikarego i organistę z dochodów parafialnych. W miasteczku był dom proboszcza z ogrodem owocowym i warzywnym, większy od ogrodów mieszczan. A wikary i organista posiadali własne domy. Świadczy to o dobrym uposażeniu parafii łódzkiej w tamtym czasie.
Pomiędzy 1523 a 1576 parafia utraciła wsie Bałuty i Radogoszcz, które weszły do parafii w Zgierzu. Z kolei przyłączono do parafii WNMP wsie: Rokitnicę, Mierzączkę i Hutę (do tej pory będące w parafii z Pabianic).
Podczas potopu szwedzkiego kościół ocalał, mimo iż w Łodzi spalonych zostało przez Szwedów 25 domów. Przyczyną tego było położenie świątyni na uboczu miasta. Jako wotum dziękczynne za ocalenie, parafianie zakupili obraz Matki Boskiej Łaskawej.
Na początku XVIII w. kościół był w bardzo złym stanie. Parafia nie była już w stanie utrzymać duszpasterza. Liczba mieszkańców znacząco spadała (do 530 w 1754). Pola uprawne Rogów, Dołów i Lipin, na skutek zaprzestania uprawiania, zarosły lasem. Kolejni proboszczowie (ks. Przyborowski, ks. Brusikiewicz, ks. Szafrański, zmarły w 1754) nie mieli środków na remonty kościoła. Przez kilka kolejnych lat w Łodzi nie było księdza. W 1763 proboszczem był ks. Karol Godaczewski, który nie mieszkał przy kościele, bo był też proboszczem w Srocku i posiadał kanonię w kolegiacie łęczyckiej, na co miał zgodę Stolicy Apostolskiej.

### Budowa nowego drewnianego kościoła
W 1763 wizytujący parafię ks. kanonik Antoni Sikorski doszedł do wniosku, że stan świątyni jest na tyle zły, że nie nadaje się do remontu. Orzekł, że należy kościół rozebrać i wybudować nowy. Polecenie takie wydał biskup Antoni Ostrowski i w latach 1765–1768 wybudowano nową świątynię w miejscu, gdzie znajduje się obecny kościół. Powstanie nowego, o wiele obszerniejszego kościoła było wielkim wydarzeniem dla ciągle podupadającego, opierającego swój byt na rolnictwie miasteczka.

### Czasy zaborów, rozwój miasta, wielokulturowość
Po drugim rozbiorze Polski parafia łódzka znalazła się w zaborze pruskim. W 1796 Łódź dotknął proces sekularyzacji. Z prywatnego biskupiego miasta stała się miastem królewsko-pruskim. Na skutek zwycięstw Napoleona Prusy musiały oddać część zagarniętych wcześniej ziem na rzecz nowo powstałego Księstwa Warszawskiego. Po kongresie wiedeńskim w 1815 Łódź weszła w skład Królestwa Polskiego. Rząd Królestwa podjął kroki zmierzające do ożywienia gospodarczego państwa. Zdecydowano (istotny wpływ na tę decyzję mieli: Ksawery Drucki Lubecki, Stanisław Staszic, Rajmund Rembieliński), aby w Łodzi zbudować od podstaw osadę włókienniczą.
W 1820 Łódź stała się osadą fabryczną. Pod koniec 1823 do Łodzi przybyli pierwsi tkacze sukiennicy (głównie z Czech i Saksonii). I tak rozwój ten ruszył w błyskawicznym tempie. Na południe od Starego Miasta wybudowano nową sukienniczą osadę zwaną Nowym Miastem (okolice Placu Wolności). Tempo wzrostu demograficznego Łodzi było nieprawdopodobne. Można je porównywać tylko z rozwojem miast Stanów Zjednoczonych, bowiem nigdzie w Europie żadne miasto tak się nie rozwijało. W ciągu stu lat liczba mieszkańców zwiększyła się tysiąckrotnie. Niosło to za sobą ogromne problemy. Przede wszystkim fatalne warunki socjalne (przez wiele lat nie czyniono żadnych poważnych kroków, aby to zmienić). Poza tym wielkie zróżnicowanie narodowościowe. Poza Polakami do Łodzi przybyli Niemcy, Rosjanie i Żydzi. W połowie XIX w. proporcje katolików i ewangelików były na wyrównanym poziomie. Żydów było wówczas ok. 10%. Przed wybuchem I wojny światowej katolików było nieco ponad połowa, ewangelików ok. 25%, a liczba Żydów wzrosła do 23%. Prawosławni stanowili tylko 1% łódzkiej populacji. Przedstawione powyżej zjawisko świadczy o wyjątkowej sytuacji Łodzi w porównaniu z innymi miejscami w kraju. Działania duszpasterskie ze względu na duże zróżnicowanie pochodzeniowe i religijne ludności były tutaj o wiele trudniejsze, niż gdzie indziej. Poza ciągłymi konfliktami narodowościowymi problemem był też brak większej liczby kościołów.
W latach 1835–1836 kościół parafialny, staraniami proboszcza ks. Józefa Kriegera, został powiększony i oszalowany.

### Powstanie nowych łódzkich parafii, budowa obecnej świątyni
Kiedy w roku 1859 nowym proboszczem parafii został ks. Wojciech Jakubowicz od razy czynił starania dla powstania drugiego kościoła katolickiego w Łodzi. Po roku takich starań w marcu 1860 roku z Komisji Rządowej Spraw Wewnętrznych i Duchownych nadeszło zezwolenie na budowę z zatwierdzeniem rządowego planu, według którego kosztorys nowej świątyni wynosił blisko 31 tys. rubli – ks. Wojciech Jakubowicz z zapałem przystąpił do budowy. Sam po kolei odwiedzał wszystkich obywateli i włościan, zachęcając ich do składek, ofiar w naturze i do zwózki materiałów budowlanych. Po tych przygotowaniach, dnia 4 lipca 1860 roku na placu u zbiegu ulic – Przejazd i Dzikiej (dziś Tuwima i Sienkiewicza), rozpoczęto budowę. Budowę Kościoła przerwał wybuch powstania styczniowego.
Dopiero w 1885, dzięki wysiłkom ks. Ludwika Dąbrowskiego, powstała w Łodzi druga parafia pw. Podwyższenia Krzyża Świętego. Było to jednak wciąż za mało jak na łódzkie potrzeby. Następnie w 1888 proboszcz ks. Jan Siemiec rozpoczął budowę nowego kościoła parafialnego. Kamień węgielny poświęcił arcybiskup warszawski Teofil Chościak-Popiel. Świątynia jest trójnawowa, murowana, z transeptem i dwiema wieżami w fasadzie, według projektu warszawskiego architekta Konstantego Wojciechowskiego. Konsekracji kościoła dokonał 5 czerwca 1897 biskup warszawski Kazimierz Ruszkiewicz.
Jeszcze w czasie budowy nowej świątyni, dotychczasowy, drewniany kościół przeniesiono na cmentarz grzebalny przy drodze wiodącej do wsi Retkinia (przy obecnej ul. Ogrodowej). Stał się on kościołem filialnym parafii Wniebowzięcia NMP i otrzymał wezwanie św. Józefa Oblubieńca NMP. Nową świątynię oddano do użytku w 1897. Władza carska nakazała, po zakończeniu budowy nowego, stary kościół rozebrać. Jednak dzięki sprytnemu fortelowi, udało się kościół św. Józefa uratować – wysłano do Petersburga list z prośbą o zgodę na umieszczenie w zabytkowym kościele obrazu św. Mikołaja, jako upamiętnienie opieki patrona nad następcą tronu, podczas jego podróży do Japonii. Władze carskie pozytywnie ten wniosek rozpatrzyły, nie doszukując się w nim niczego podstępnego.

### Proboszczowie
- ks. Henryk Ludwik Plater (?–1859)
- ks. Wojciech Jakubowicz (1859–1864)[1]
- ks. Wacław Wyrzykowski (1919–1920)[2]
- ks. Stanisław Mieloch TJ (1920–1923)[3]
- ks. Józef Gołębiewski TJ (1924–1928)
- ks. Stanisław Sopuch TJ (1928–1930)
- ks. Hipolit Pyszyński (1930–1941)
- ks. Bolesław Żukowski (1946–1962)
- ks. Zygmunt Hołdrowicz (1962–1982)
- ks. dr Adam Lepa (1982–1988)
- ks. dr Stanisław Grad (1988–1990)
- ks. Józef Masłowski (1990–2011)
- ks. dr Tomasz Falak (2011–2013)
- ks. dr Krzysztof Majacz (2013–2025)
- ks. Krzysztof Helik (2025–)[4]

## Wyposażenie kościoła
Ołtarz główny – tryptyk gotycki – dzieło rzeźbiarza Antoniego Panasiuka. W środkowej części gotyku rzeźba sceny Wniebowzięcia NMP w otoczeniu Apostołów i trzech niewiast wokół pustego grobu. Nad nimi rzeźba sceny ukoronowania NMP. Na bocznych skrzydłach tryptyku są: płaskorzeźby przedstawiające radosne i chwalebne tajemnice różańca – z jednej strony, malowidła na blasze miedzianej ukazujące tajemnice bolesne – z drugiej. Obok tryptyku, po lewej stronie, figura bł. Czesława. Po prawej natomiast rzeźba św. Jana Kantego. Nad tryptykiem rzeźby patronów Polski – św. Wojciecha i św. Stanisława Biskupa i Męczennika. Drugi ołtarz – Najświętszego Serca Pana Jezusa.
Prezbiterium jest oświetlane przez ostrołukowe okna z wykonanymi w 1891 witrażami św. Wojciecha, św. Stanisława Biskupa, Wniebowzięcia NMP. Nad drzwiami prowadzącymi z prezbiterium do zakrystii umieszczona jest płaskorzeźba Chrystusa w Ogrójcu. W kaplicy obok prezbiterium jest ołtarz z gotycką nastawą, w której znajduje się obraz Matki Bożej Miłosierdzia – Matki Boskiej Łódzkiej. Natomiast nad drzwiami z prezbiterium do kaplicy Ucieczka Świętej Rodziny do Egiptu. W transepcie w półkolistej absydzie umieszczony jest obraz z barwną rzeźbą św. Anny uczącej czytać Maryję. Po drugiej stronie transeptu mieści się kaplica z barwną rzeźbą Świętej Rodziny.
Stacje drogi krzyżowej są wykonane z drewnianych płaskorzeźbach. Chór wsparty jest na dwóch filarach, a na nim znajdują się 37-głosowe organy w gotyckiej oprawie, sprowadzone z Wiednia w 1892. Terakotowa posadzka, fundacji fabrykanta Izraela Poznańskiego, wyłożona została w latach 1891–1892.

## Zasięg parafii
Do parafii należą wierni z Łodzi będący mieszkańcami ulic: Bałucki Rynek, Bazarowa, Hersza Berlińskiego, Bojowników Getta Warszawskiego, Drewnowska (numery nieparzyste 1–117 i parzyste 2–110), Franciszkańska (numery 1–53 i 2–52), Jakuba, Berka Joselewicza, Komunardów, Hermana Konstadta, Kościelna, Bolesława Limanowskiego (numery parzyste 2–34), Lutomierska (numery 1–55 i 2–86), Łagiewnicka (numery 1–23 i 2–16), Eliasza Chaima Majzela, Marynarska (numery 1–25 i 2–22), Marysińska (1-38 i 2-20), Józefa Mianowskiego (numery 5 i 7), Młynarska (numery 1-21 i 2-20), Obrońców Warszawy (numer 11), Obrońców Westerplatte (numery parzyste 2–16), Organizacji „Wolność i Niezawisłość” (numery nieparzyste 41–65), Piwna (numery nieparzyste 1–29), Podrzeczna, Rybna (numery nieparzyste 1–11), Smugowa, Stary Rynek, por. Bronisława Skury-Skoczyńskiego „Robotnika”, kpt. Stanisława Sojczyńskiego „Warszyca”, Widok (numery parzyste 2–10), Wojska Polskiego, Wolborska, Współzawodnicza, Zachodnia (numery nieparzyste 1–45a i parzyste 2–22b), Zgierska (numery nieparzyste 1–21 i parzyste 2–34), Zielna (numery nieparzyste 1–19 i parzyste 2–6), Źródłowa (numery nieparzyste 1–5 i parzyste 2–4), Żytnia.

## Grupy parafialne
Asysta parafialna, Anonimowi Alkoholicy „Bałutka”, Apostolstwo Modlitwy, chór parafialny, Duszpasterstwo Akademickie, Grupa Młodzieżowa „Nowe Jeruzalem”, ministranci, Neokatechumenat, schola, Stowarzyszenie Matek Chrześcijańskich, Stowarzyszenie na Rzecz Dzieci „Wieczernik”, III Zakon św. Franciszka z Asyżu